# ユーピテル
ユーピテルもしくはユッピテル（ラテン語: Jūpiter, Juppiter, 古典綴 IV́PITER, IVPPITER）は、ローマ神話の主神である。また最高位の女神であるユーノーの夫である。
日本語では長母音を省略してユピテルとも呼ばれる。

## 概要
ラテン語のユーピテルは、古ラテン語の呼格 Jou と pater（父）の合成語として生じた呼称とされる。比較言語学の研究により、Jou-pater はインド・ヨーロッパ祖語の Dyēus-pətēr の呼格 Dyēu-pəter （ディェーウ＝パテル、父なるディェーウス〈天空神〉よ）からの派生と推定される、と主張されている。ラテン名の属格は Jovis（ヨウィス）となり、斜格の語幹 Jov- に基づく英語の別名 Jove は詩語などに使用される。本来は天空の神、転じて気象現象（特に雷）を司る神とされた。
後にギリシア神話のゼウスと同一視される。実際、ともに古いインド・ヨーロッパ語系神話の天空神に起源を有する。『リグ・ヴェーダ』のディヤウスや北欧神話のテュールとも起源を同じくするとされている。
ローマ神話においては主神として扱われ、古代ローマではローマ市の中心にユーピテル神殿が建立されて永くローマの守護神として崇められた。戦争においては、特にユーピテル・フェレトリウスという呼称で一騎討ちを守護する神として崇敬され、一騎討ちで敵の将軍を破ったローマの将軍は、スポリア・オピーマという敵の将軍の鎧を樫の木に縛った勲章をユーピテルに奉献した。ディオクレーティアーヌスは国への帰属心が薄れつつあることを危惧し、皇帝権力の強化と愛国心の定着を図るため、自らをユーピテルの子であると宣言、皇帝礼拝と合わせ民衆にローマの神々を礼拝することも義務づけた。
死を汚れとみなす考え方があったため、ユーピテルの祭司長は死体を見ることを禁止されていた。